# Mario Ochoa
Mario Ochoa Gil (7 de novembro de 1927) é um ex-futebolista mexicano que atuava como meia.

## Carreira
Mario Ochoa Gil fez parte do elenco da Seleção Mexicana de Futebol, na Copa de 1950 e 1954.